# ウォルター・ナッシュ
サー・ウォルター・ナッシュ（Sir Walter Nash GCMG CH PC、1882年2月12日 - 1968年6月4日）は、ニュージーランドの政治家。第27代ニュージーランド首相。長期にわたる政治活動で知られる。ナッシュは英国生まれで、国外生まれのニュージーランドの首相としては最も最近の人物である。
ナッシュは1929年のハット補欠選挙で国会議員に選出されて以来、38年と168日にわたり、13期連続でハット選挙区の議員を務めた。2023年現在、ナッシュは4番目に長くニュージーランド議会議員を務めた人物である。1935年に財務大臣に任命されたナッシュは、大恐慌の間、第一次労働党政府の経済回復プログラムを指導し、政府の戦時統制を指揮した。ニュージーランドの財務大臣としては最長の14年間在任し、その在任期間には第二次世界大戦の全期間も含まれていた。ナッシュはピーター・フレーサーの後を継いで労働党党首となり、1957年の選挙では労働党が僅差で勝利し、首相となった。1958年の第二次労働党政権の「暗黒予算」は、国際収支危機に対応して、ビールやタバコなどの贅沢品に対する増税を行ったものである。予算に対する国民の反感は、1960年の選挙での労働党の大敗の一因となった。ナッシュは国際問題で積極的に活動し、首相在任中は広範囲に旅行し、貿易条件を改定し、他国の援助と開発を支援した。78歳で首相を辞任したナッシュは現在、ニュージーランドで最も高齢の首相となっている。ナッシュは1968年6月4日、現役国会議員のまま86歳で死去し、ニュージーランドでは18年ぶりの国葬を受けた。